# Семіх Шентюрк
Семіх Шентюрк (тур. Semih Şentürk, нар. 29 квітня 1983, Ізмір) — турецький футболіст, нападник. По завершенні ігрової кар'єри — тренер.
Більшу частину кар'єри провів у «Фенербахче», вихованцем якого і є, ставши зі стамбульцями п'ятиразовим чемпіоном Туреччини, а також по два рази вигравав національний кубок та суперкубок. Крім того виступав за національну збірну Туреччини, разом з якою був учасником Євро-2008.

## Клубна кар'єра
Вихованець футбольної школи клубу «Фенербахче». Дорослу футбольну кар'єру розпочав 1999 року в основній команді того ж клубу, проте пробитись до основи не зумів і сезон 2001/02 провів на правах оренди в «Ізмірспорі». По завершенні оренди повернувся в «Фенербахче», однак вперше по-справжньому проявив себе в сезоні 2005/06, забивши 9 голів в чемпіонаті, причому більша їх частина припала на ті випадки, коли він виходив на заміну. Проте, в сезоні 2006/07 Семіх був не настільки результативним, і його гра залишилася практично непоміченою.

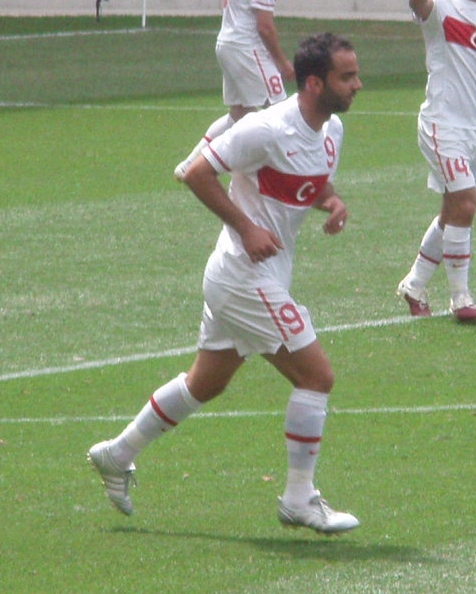
Семіх Шентюрк під час виступів за збірну Туреччини. 22 травня 2010 року.

Найбільш успішним для футболіста став сезон 2007/08, коли він забив 17 голів у Суперлізі і став найкращим бомбардиром чемпіонату. Всього провів за команду 12 сезонів, ставши п'ятиразовим чемпіоном Туреччини, а також по два рази вигравав національний кубок та суперкубок. Загалом зіграв 277 матчів в усіх турнірах, забивши в них 89 голів. 19 червня 2013 року Семіх на правах вільного агента залишив «Фенербахче».
29 грудня 2013 року підписав контракт на півтора року з клубом «Антальяспор», проте за підсумками сезону 2013/14 клуб зайняв передостаннє 17 місце і вилетів з Суперліги, після чого Семіх покинув клуб.
До складу клубу «Істанбул ББ» приєднався 17 липня 2014 року. Відтоді встиг відіграти за стамбульську команду 27 матчів в національному чемпіонаті.

## Виступи за збірні
Протягом 2001–2005 років залучався до складу молодіжної збірної Туреччини. На молодіжному рівні зіграв у 83 офіційних матчах, забив 42 голи.
2006 року дебютував в офіційних матчах у складі національної збірної Туреччини. 
У складі збірної був учасником чемпіонату Європи 2008 року в Австрії та Швейцарії, на якому забив 3 м'ячі. Широку популярність отримав його гол, забитий у ворота збірної Хорватії на останній доданій хвилині овертайма, що дозволив збірній Туреччини вийти в півфінал у післясерії пенальті (Шентюрк реалізував один з ударів). У півфіналі Шентюрк зрівняв рахунок у матчі проти Німеччини на 86-й хвилині (2:2), але Філіп Лам на 90-й хвилині забив переможний для Німеччини м'яч. Збірна Туреччини в результаті отримала «бронзу».
Всього провів у формі головної команди країни 28 матчів, забивши 8 голів.

## Тренерська кар'єра
У листопаді 2020 року «Фенербахче» підтвердив повернення Шентюрка до клубу як тренера академії. У липні 2023 року, після кількох різних посад в академії клубу, Шентюрка було підвищено до головного тренера юнацької команди U-19. 18 вересня 2024 року він оголосив про свою відставку з цієї посади.

## Титули і досягнення

### Командні
- Чемпіон Туреччини (5):

«Фенербахче»: 2000–01, 2003–04, 2004–05, 2006–07, 2010–11
- Володар Кубка Туреччини (2):

«Фенербахче»: 2011–12, 2012–13
- Володар Суперкубка Туреччини (2):

«Фенербахче»: 2007, 2009

### Особисті
- Найкращий бомбардир чемпіонату Туреччини: 2007–08 (17 голів)
- Найкращий бомбардир Кубка Туреччини: 2006–07 (7 голів)